# Kleinbahn Sommerhofen-Park

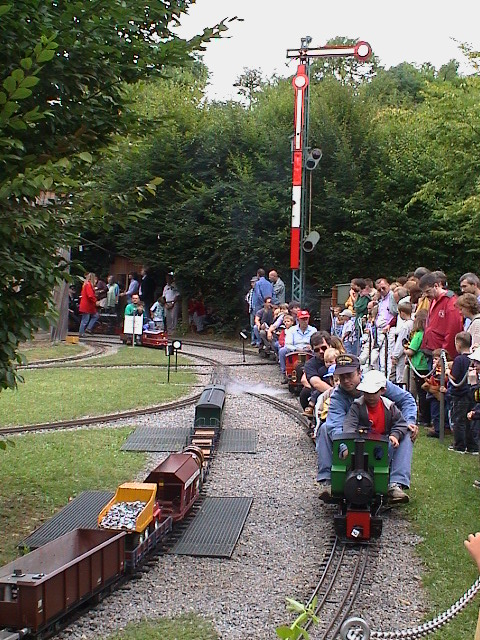
Kleinbahn im Sommerhofen-Park

Die Kleinbahn Sommerhofen-Park ist eine seit 1980 in Betrieb stehende Gartenbahn in Sindelfingen, auf der Fahrzeuge mit den Spurweiten von 89 mm, 127 mm, 144 mm und 184 mm fahren können.
1984 wurde der Rundkurs erweitert. Zwischen 1988 und 1990 wurde die heutige Strecke mit einer Länge von 850 Metern gebaut. Sie ging zur Baden-Württembergischen Landesgartenschau 1990 in Betrieb und war eine der Attraktionen dieser Veranstaltung.
Während der Sommermonate herrscht auf der Kleinbahn Sommerhofen-Park an Sonn- und Feiertagen öffentlicher Fahrbetrieb. Es kommen Dampf- und Diesellokomotiven zum Einsatz, die überwiegend den Vereinsmitgliedern gehören.

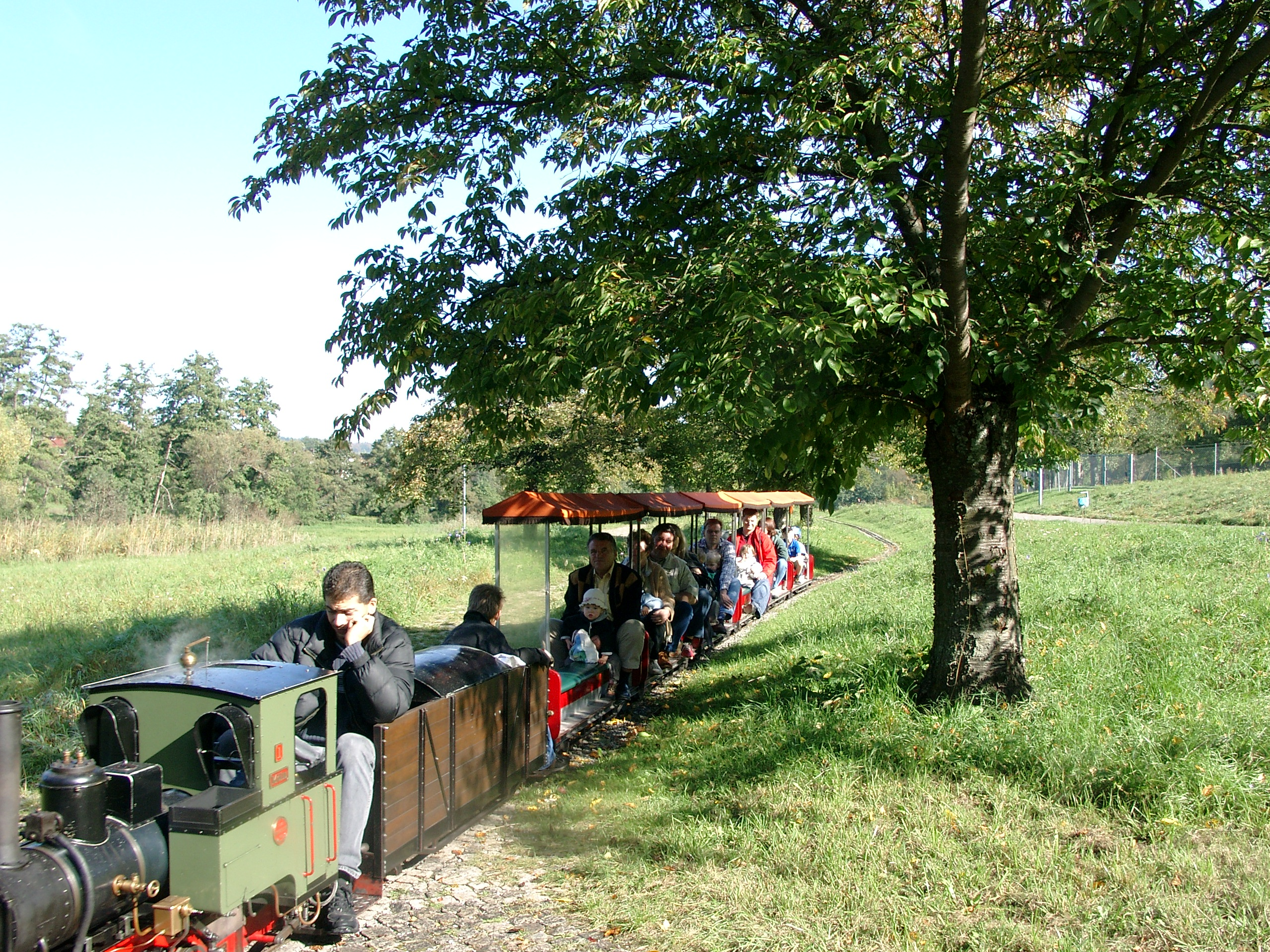
Mit der "Mölm" unterwegs
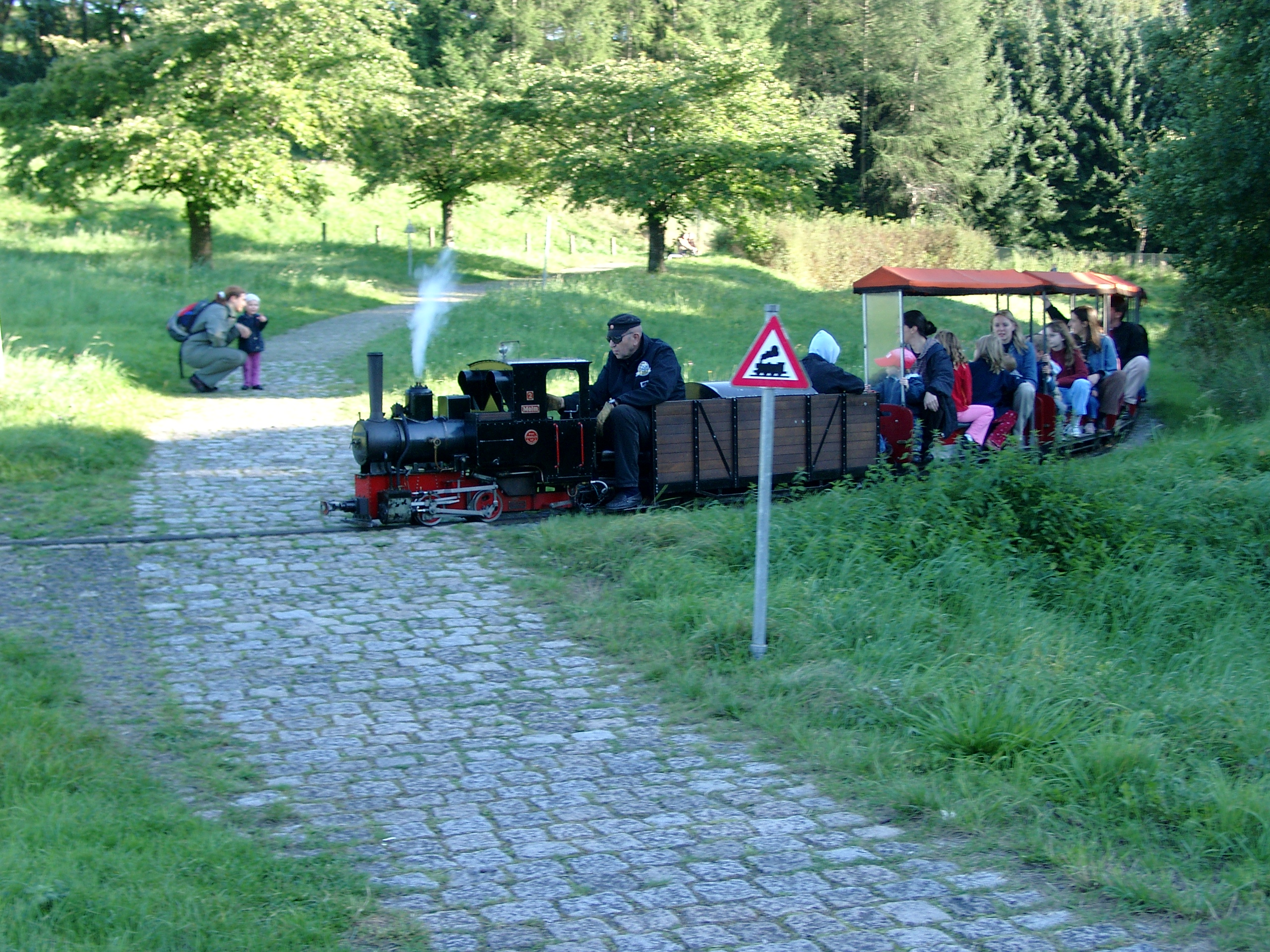
Auf der Strecke